# Battaglia di Pinkie
La battaglia di Pikie, nota anche come battaglia di Pinkie Cleugh, fu uno scontro che ebbe luogo il 10 settembre 1547 sulle rive del fiume Esk nei pressi di Musselburgh, in Scozia. Questa fu l'ultima battaglia "alla picca" combattuta tra Inghilterra e Scozia prima dell'unione delle due Corone ad inizio Seicento. Fu parte del conflitto noto come "brutale corteggiamento" ed è considerata la prima battaglia moderna nelle isole britanniche. Fu una sconfitta catastrofica per la Scozia, dove divenne nota col soprannome di "sabato nero". Un resoconto altamente dettagliato ed illustrato della battaglia venne composto da un testimone oculare inglese, lo storico William Patten, che lo pubblicò a Londra come propaganda appena quattro mesi dopo lo svolgimento dello scontro.

## Antefatto
Negli ultimi anni del suo regno, re Enrico VIII d'Inghilterra tentò di assicurarsi l'alleanza della Scozia tramite il matrimonio tra l'infante Maria di Scozia e suo figlio, il futuro re Edoardo VI. Quando la diplomazia fallì questo scopo e la Scozia puntò invece sulla sua tradizionale alleanza con la Francia, il re d'Inghilterra lanciò un assalto alla Scozia che divenne noto come "brutale corteggiamento". La guerra aveva anche degli aspetti religiosi; alcuni scozzesi si opponevano all'alleanza coi riformati inglesi. Nel corso della battaglia, infatti, spesso gli scozzesi invirono contro i loro nemici chiamandoli "eretici", "senza Dio". Il conte di Angus, il quale si disse che giunse sul campo in compagnia di monaci e picchieri dalle Lowlands, aveva al suo seguito almeno 18 000 uomini.
Quando Enrico VIII morì nel 1547, Edward Seymour, zio materno di Edoardo VI, divenne Lord Protettore e duca di Somerset con, almeno inizialmente, poteri illimitati. Questi perseguì una politica atta a cercare a tutti i costi un'alleanza con la Scozia richiedendo sia il matrimonio tra Maria ed Edoardo, sia l'adesione della chiesa scozzese all'anglicanesimo inglese. A settembre del 1547, venne chiamato aguidare in Scozia un esercito ben equipaggiato col supporto di una notevole flotta. Il conte di Arran, reggente scozzese a quel tempo, venne informato del fatto da diverse lettere inviategli da Adam Otterburn, suo rappresentante a Londra, che aveva notato i preparativi degli inglesi. Otterburn ebbe modo inoltre di vedere le armature per l'esercito inglese progettate nel laboratorio di Greenwich dall'artista italiano Niccolò da Modena.

## La campagna militare

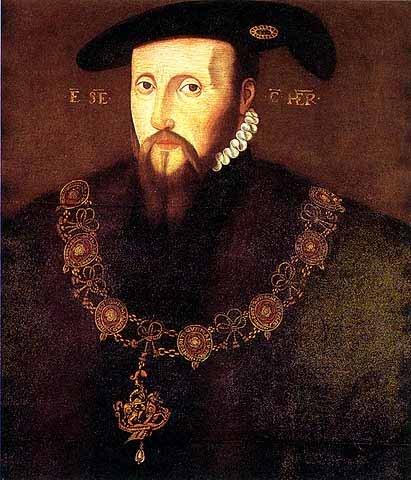
Edward Seymour, I duca di Somerset

L'esercito del duca di Somerset era in parte composto da soldati di leva armati con archi lunghi e picche come era accaduto per la battaglia di Flodden di tre anni prima. Ad ogni modo, fu lo stesso duca a ritenere necessario pagare anche diverse migliaia di mercenari tedeschi, in prevalenza archibugieri, e provvedere anche un ricco treno di artiglieria, oltre a un contingente di cavalieri spagnoli e italiani che si presentarono al comando di don Pedro de Gamboa. La cavalleria inglese, nel complesso, era sottoposta al comando di lord Grey of Wilton nelle sue funzioni di Gran Maresciallo, mentre la fanteria era comandata dal conte di Warwick, dal lord Dacre di Gillesland e dallo stesso Somerset. Lo storico William Patten, ufficiale all'epoca nell'esercito inglese, disse che questi uomini in tutto raggiungevano la cifra di 16 800 militari con al seguito 1400 tra pionieri e lavoratori.
Il duca di Somerset avanzò lungo la costa orientale della Scozia per mantenere il contatto con la sua flotta e ottenerne rifornimenti. Gli inglesi riuscirono a catturare il castello di Innerwick ed il castello di Thornton.
Ad ovest, un'altra forza inglese composta da 5000 uomini al comando di Thomas Wharton e dal dissidente scozzese conte di Lennox aveva intrapreso la sua marcia verso nord. L'8 settembre questi presero Castlemilk in Annandale e bruciarono Annan dopo una piccola schermaglia presso la chiesa locale che era stata fortificata.
Per opporsi agli inglesi a sud di Edimburgo, il conte di Arran aveva raccolto personalmente un grande esercito, composto essenzialmente da picchieri e da arcieri delle Highlands. Il conte di Arran poteva contare anche su un certo numero di cannoni, ma questi erano apparentemente meno mobili di quelli del duca di Somerset, pur avendo dato prova di notevole efficienza all'assedio del castello di St Andrews.
La cavalleria degli scozzesi era composta da solo 2000 cavalli equipaggiati in maniera leggera, al comando del conte di Home. La fanteria ed i picchieri erano sottoposti al comando del conte di Angus, del conte di Huntly e dello stesso conte di Arran. Secondo Huntly, l'esercito scozzese era composto da 22 000-23 000 uomini, mentre le fonti inglesi giunsero a contarne 36 000 in tutto.
Arran occupò le alture lungo la riva occidentale del fiume Esk per sbarrare l'avanzata al duca di Somerset. Il Firth of Forth si trovava sul fianco sinistro e vennero costruite delle fortificazioni per posizionare al meglio cannoni e archibugi. Alcuni cannoni vennero puntati sul Forth per mantenere a distanza le navi da guerra inglesi.

## Preludio

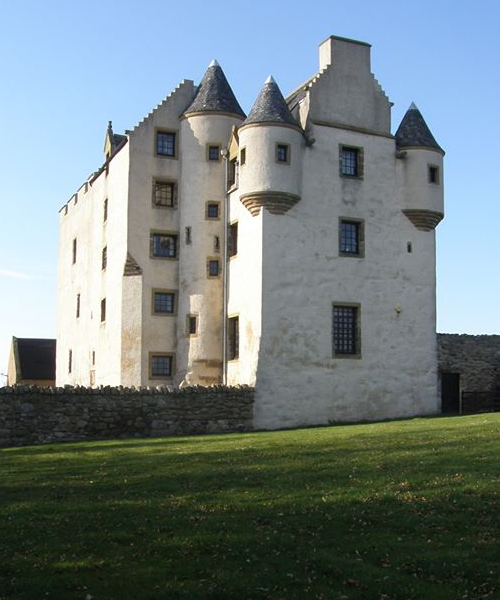
Il castello di Fa'side, nell'East Lothian

Il 9 settembre parte dell'esercito di Somerset occupò Falside Hill (il castello di Falside oppose una leggera resistenza), a sole 3 miglia dalla posizione di Arran. In un gesto cavalleresco, il conte di Home condusse 1500 cavalieri nei pressi dell'accampamento inglese sfidando il comandante al combattimento con un numero eguale di uomini. Il duca di Somerset, ad ogni modo, si disse contrario a questo genere di accordi, mentre lord Grey accettò la sfida e si antepose agli scozzesi con 1000 fanti pesantemente armati e 500 lancieri leggeri. I cavalieri scozzesi vennero pesantemente colpiti ed inseguiti per 3 miglia. In quest'azione il conte di Arran perse gran parte della sua cavalleria. Gli scozzesi persero circa 800 uomini. Lord Home venne pesantemente ferito ed i suoi figli vennero presi prigionieri.

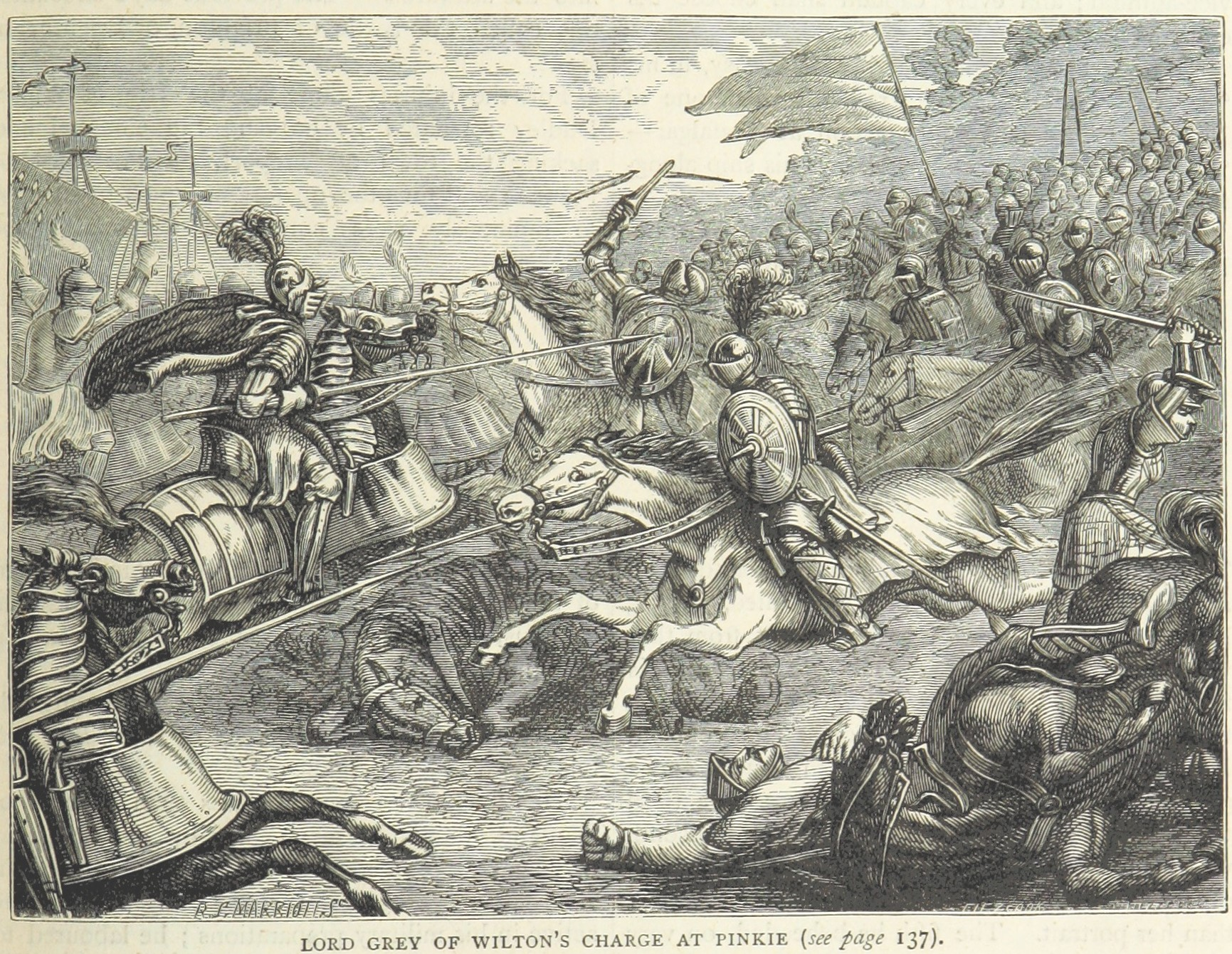
Lord Grey carica la cavalleria scozzese

Sul finire del giorno, il duca di Somerset inviò un distaccamento dei suoi uomini con dei cannoni ad occupare le alture di Inveresk che dominavano la posizione degli scozzesi. Nel corso della notte, il duca ricevette altre due anacronistiche sfide da parte del conte di Arran: una era un duello personale, l'altra era la sfida tra venti campioni per parte. Il duca di Somerset rigettò ancora una volta quelle proposte che, a parer suo, erano da considerarsi medievali e indegne di una guerra definibile moderna.

## La battaglia
La mattina di sabato 10 settembre, il duca di Somerset fece avanzare i propri uomini cercando la posizione migliore dove piazzare l'artiglieria al suo seguito. Per tutta risposta, il conte di Arran mosse il suo esercito lungo il fiume Esk ed avanzò rapidamente per incontrare i suoi nemici, probabilmente pensando in maniera erronea che questi stessero cercando di raggiungere le loro navi di trasporto per ritirarsi. Il conte di Arran sapeva di essere superato dal nemico in quanto ad artiglieria e pertanto cercò di combattere gli inglesi prima che questi potessero predisporre i propri cannoni.
L'ala sinistra del conte di Arran si trovò così però esposta al fuoco delle navi inglesi dalla spiaggia. La loro avanzata li portò inoltre troppo fuori dal raggio d'azione della propria artiglieria, che quindi non poteva più proteggere gli scozzesi ora.

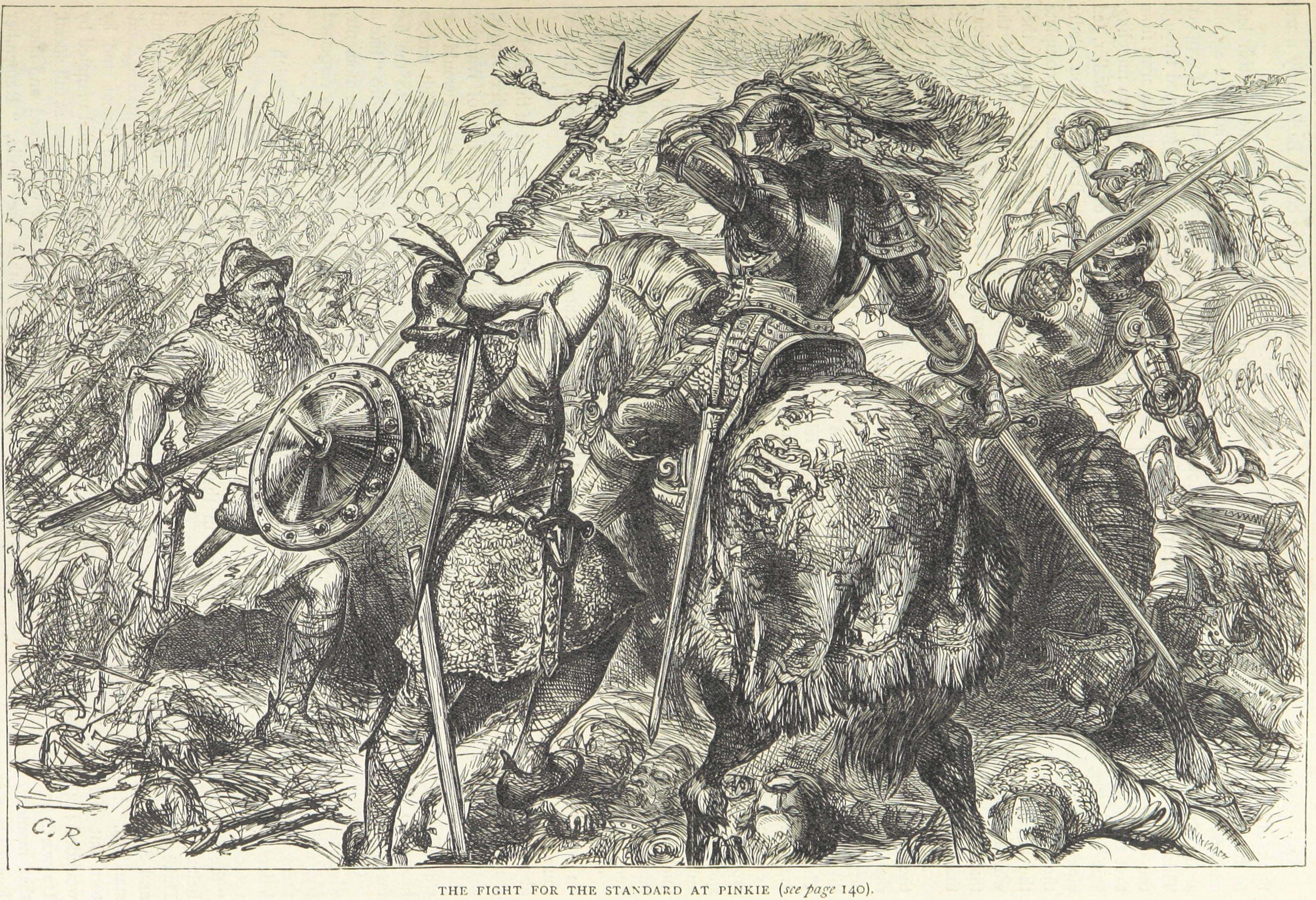
La lotta per lo stendardo

Sull'altro fronte, il duca di Somerset impiegò la propria cavalleria per ritardare l'avanzata degli scozzesi. La cavalleria inglese era in svantaggio in quanto avevano lasciato le armature al campo per avere una maggiore mobilità. I picchieri scozzesi li respinsero, infliggendo pesanti perdite. Lo stesso lord Grey venne ferito da una picca alla gola ed alla bocca. A un certo punto, i picchieri scozzesi circondarono sir Andrew Flammack, il portabandiera del re, e questi venne salvato solo per intervento di sir Ralph Coppinger.

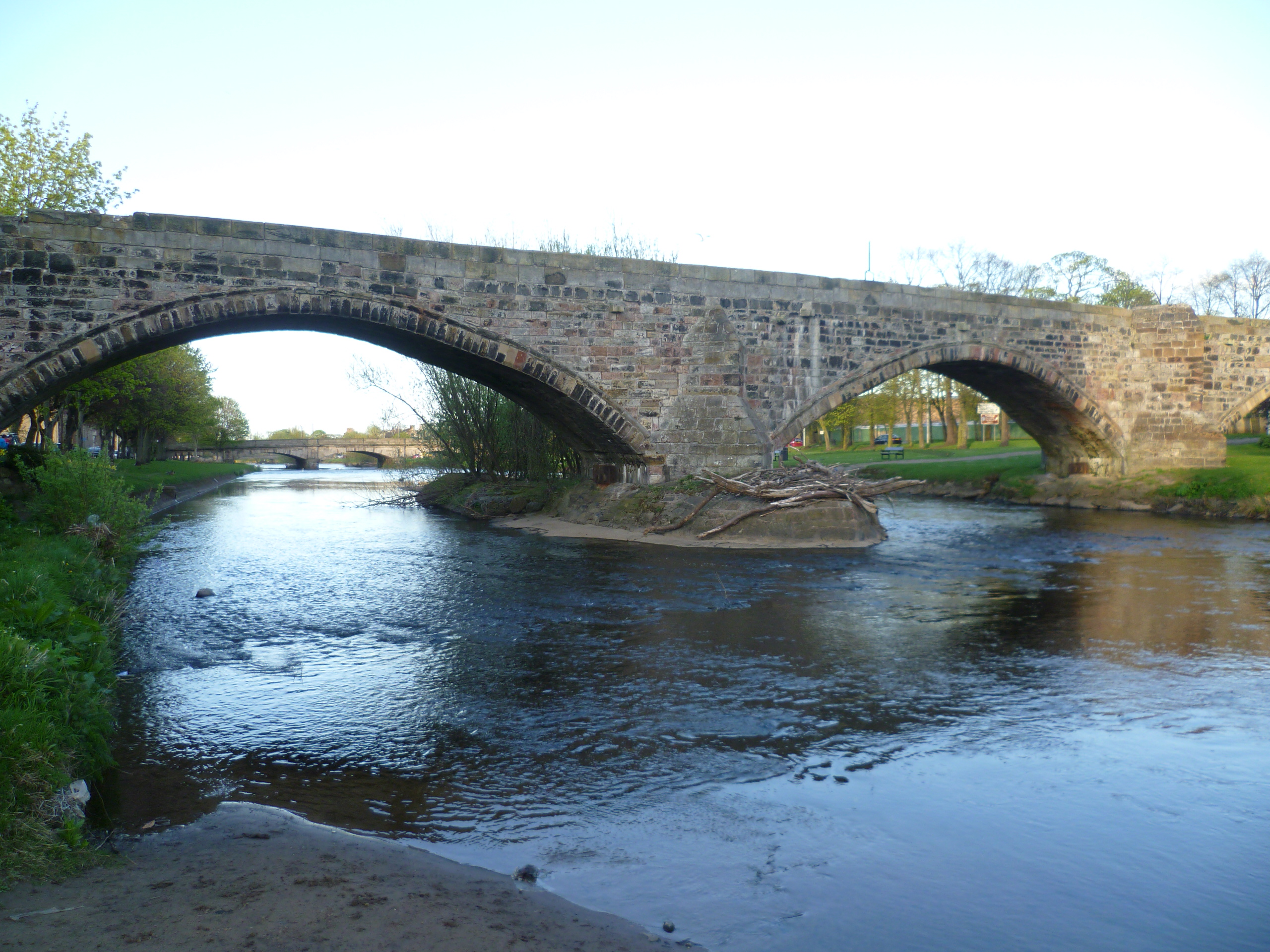
Il "Ponte romano" del XVI secolo sul fiume Esk

L'esercito scozzese era in stallo e sotto pesante fuoco nemico da tre fronti, dalle navi, dall'artiglieria da campo e dagli archibugieri e dagli arcieri inglesi, senza avere la possibilità di rispondere adeguatamente. Gli inglesi nel frattempo si riorganizzarono e piazzarono 300 soldati veterani al comando di Sir John Luttrell a fronteggiarli. Molti scozzesi vennero massacrati nella ritirata o annegarono cercando di attraversare a nuoto il fiume Esk.
Il testimone oculare William Patten così descrisse le perdite subite dagli scozzesi:

### Resoconto della battaglia da parte dell'ambasciatore imperiale

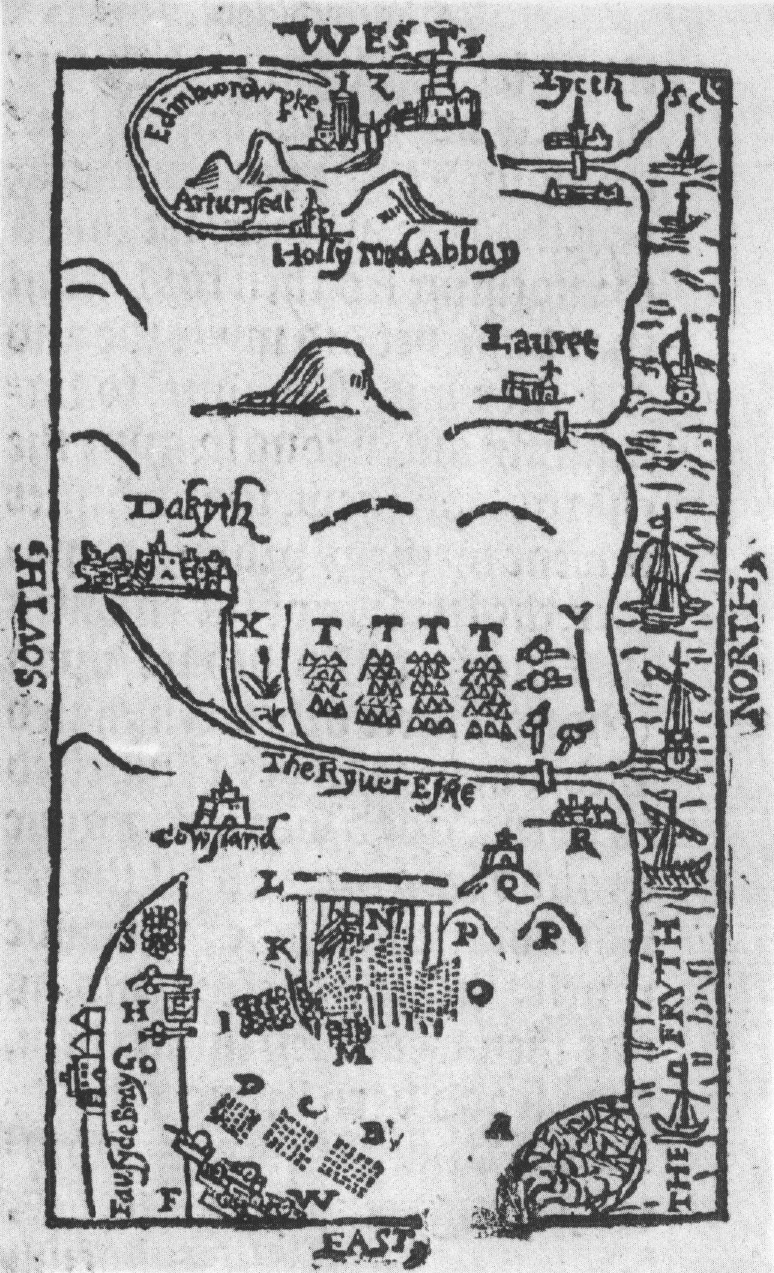
La battaglia di Pinkie, xilografia di William Patten, (1548)

L'ambasciatore imperiale François van der Delft si portò alla corte di re Edoardo VI al palazzo di Oatlands dove seppe della notizia della battaglia da William Paget. Van der Delft scrisse a Maria d'Ungheria una propria versione dei fatti, datata al 19 settembre. Egli descrisse le schermaglie della cavalleria il giorno prima della battaglia. Aveva sentito dai testimoni che il giorno prima dello scontro, quando gli inglesi avevano avvistato la formazione scozzese, furono proprio i cavalieri scozzesi ad avanzare senza le proprie cavalcature, a piedi, e ad incrociare le lance col nemico in formazione compatta. Van der Delft riportò di aver saputo dal conte di Warwick che questi tentò di attaccare gli scozzesi dal retro utilizzando dei fuochi come diversivo. Quando venne attaccata anche la retroguardia, però, gli scozzesi fuggirono.Il resto dell'esercito scozzese a quel punto abbandonò il resto del campo di battaglia.
Van der Delft scrisse una breve descrizione dello scontro per il principe Filippo di Spagna datata 21 ottobre. Nel suo racconto egli enfatizzò come gli scozzesi avessero tentato sul campo di cambiare strategia per battere il nemico, passando il fiume con l'intento di occupare due colline per accerchiare il nemico, ma venne successivamente colto dal panico dall'avanzare degli inglesi e si diede alla fuga. Un'altra lettera da cui è stato possibile derivare delle informazioni sulla battaglia venne inviata dal vescovo John Hooper in Svizzera, al predicatore riformato Henry Bullinger. Hooper menzionò nel suo scritto di come gli scozzesi avessero dovuto abbandonare la loro artiglieria sul campo in quanto gli arcieri comandati dal conte di Warwick li minacciavano gravemente e quando questi cambiarono posizione perché avevano il sole nei loro occhi, il tutto finì in una disfatta. 15 000 furono le perdite per gli scozzesi, con 2000 prigionieri e sempre secondo le sue stime 17 000 erano gli inglesi contro 30 000 soldati dell'esercito dei loro nemici. È evidente come in quest'ultimo resoconto fossero notevoli le esagerazioni a fini propagandistici.

## Conseguenze

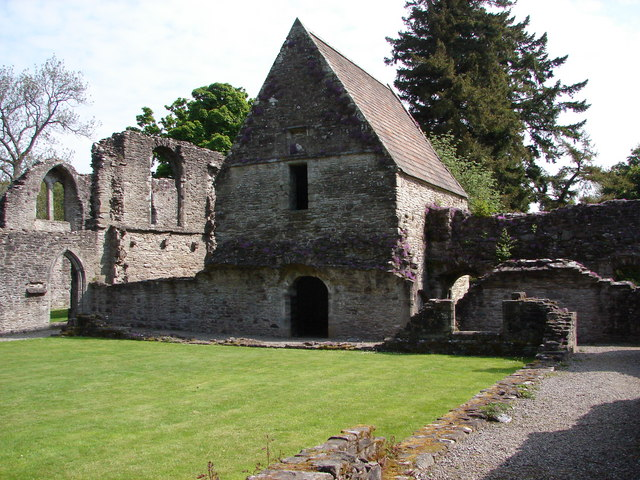
Il priorato di Inchmahome su un'isola nel lago di Menteith rappresentò un rifugio sicuro per l'infante Maria durante l'invasione.

Per quanto avessero subito una pesante sconfitta, gli scozzesi si rifiutarono di deporre le armi di fronte al nemico. La regina Maria, poco più che infante, venne rapita e portata in Francia per essere consegnata al giovane delfino, Francesco di Francia. Il duca di Somerset occupò coi suoi uomini diversi fortilizi scozzesi e gran parte delle Lowlands ma, senza una pace duratura, queste guarnigioni costituirono unicamente una spesa per il governo.